# Heinrich Carl Müller
Heinrich Carl Müller (* 22. Juni 1791 in Hof; † 9. Januar 1876 in Hirschfelde) war ein deutscher Kaufmann und Unternehmer in der Textilindustrie.

## Familie
Heinrich Carl Müller wuchs in Hirschberg an der Saale auf, wo sein Vater Jacob Friedrich Müller im Ledergeschäft tätig war. Um 1811 siedelte die Familie nach Sohland am Rotstein über und erwarb dort das als Remonte-Depot bekannte Rittergut Obersohland II. Im Jahr 1818 erwarb der junge Heinrich Carl das Rittergut Obersohland I und heiratete 1820 Dorothea Henriette Knoch (1797–1861), eine Schwester des Hirschberger Lederfabrikanten und späteren Teilhaber der Flachsspinnerei Hirschfelde H. C. Müller, Philipp Knoch (1805–1878). Aus der Verbindung gingen sieben Kinder hervor. Um 1833 verzog Müller nach Zittau, nachdem die Rittergüter verkauft worden waren.

## Werdegang
Als Garn- und Leinwandhändler tätig, erkannte der geschulte Kaufmann recht bald die Monopolstellung der englischen Leinenindustrie, die in Bezug auf Maschinengarne den deutschen Markt durchweg beherrschte. Am 1. Juli 1845 gründete er mit vier weiteren Teilhabern die Flachsgarn-Spinnerei Hirschfelde als erste Maschinenflachsspinnerei im Königreich Sachsen, die im Jahr 1847 zu produzieren begann. Im gleichen Jahr entstand die Krankenpflegekasse der Müllerschen Fabrik und Flachsspinnerei zu Hirschfelde, eine der ersten Betriebskrankenkassen, die in Deutschland damals für den gesundheitlichen Schutz und die finanzielle Absicherung bei Erkrankungen der Mitarbeiter sorgte. Dieser Initiative folgte 1865 die Schaffung eines betriebseigenen Krankenhauses. Müller setzte mit seiner Weitsicht von Anfang an auf Fachkräfte der englischen Leinenindustrie, die dem Unternehmen recht bald zu Weltruhm verhalfen. Erste Auszeichnungen für seine Produkte konnte der Unternehmer auf der Ersten Allgemeinen Deutschen Industrieausstellung im Juli 1854 in München entgegennehmen.
Bedingt durch den Amerikanischen Bürgerkrieg in den Jahren 1861 bis 1865 und dem daraus folgenden Mangel an Baumwolle, erlebte die europäische Leinenindustrie einen Aufschwung, von der auch die Flachsspinnerei Hirschfelde profitierte. So konnte Heinrich Carl Müller sein Unternehmen bei einer erweiterten Produktvielfalt bedeutend vergrößern und die Produktionsmenge erheblich erhöhen, wobei die Mitarbeiterzahl von anfänglich 400 auf etwa 1000 anstieg. Er war beteiligt an der von seinem Schwiegersohn Robert Hirt (1827–1904) im Jahr 1859 errichteten Flachsspinnerei Freiberg. Nach Gründungen von Flachsaufbereitungsanstalten in Marienberg und Lichtenberg im Erzgebirge und dem Erwerb einer Baumwollspinnerei in Furth bei Chemnitz, übergab der überregional geachtete Unternehmer im Jahr 1871 die Geschäfte an seinen Sohn Heinrich Müller (* 30. März 1824 in Sohland; † 22. Juli 1899 in Hirschfelde).

## Ehrungen
1868: Verleihung des Titels „Königlich Sächsischer Kommerzienrat“